# Made in Denmark
Made in Denmark est un tournoi de golf du Tour Européen PGA joué au Danemark. Le tournoi inaugural s'est déroulé du 14 au 17 août 2014 au Himmerland Golf & Spa Resort, à Farsø, Danemark.

## Palmarès
| Année                    | Vainqueur                                            | Score                                                | Au par                                               | Écart                                                | Deuxième(s)                                                     |
| Made in Denmark          | Made in Denmark                                      | Made in Denmark                                      | Made in Denmark                                      | Made in Denmark                                      | Made in Denmark                                                 |
| ------------------------ | ---------------------------------------------------- | ---------------------------------------------------- | ---------------------------------------------------- | ---------------------------------------------------- | --------------------------------------------------------------- |
| 2014                     | Marc Warren                                          | 275                                                  | −9                                                   | 2 coups                                              | Bradley Dredge                                                  |
| 2015                     | David Horsey                                         | 271                                                  | −13                                                  | 2 coups                                              | Kristoffer Broberg Daniel Gaunt Søren Kjeldsen Terry Pilkadaris |
| 2016                     | Thomas Pieters                                       | 267                                                  | −17                                                  | 1 coup                                               | Bradley Dredge                                                  |
| 2017                     | Julian Suri                                          | 265                                                  | −19                                                  | 4 coups                                              | David Horsey                                                    |
| 2018                     | Matt Wallace                                         | 269                                                  | −19                                                  | Playoffs                                             | Steven Brown Jonathan Thomson Lee Westwood                      |
| 2019                     | Bernd Wiesberger                                     | 270                                                  | −14                                                  | 1 coup                                               | Robert MacIntyre                                                |
| 2020                     | Édition annulée en raison de la pandémie de Covid-19 | Édition annulée en raison de la pandémie de Covid-19 | Édition annulée en raison de la pandémie de Covid-19 | Édition annulée en raison de la pandémie de Covid-19 | Édition annulée en raison de la pandémie de Covid-19            |
| Made in HimmerLand       |                                                      |                                                      |                                                      |                                                      |                                                                 |
| 2021                     | Bernd Wiesberger (2)                                 | 263                                                  | −21                                                  | 5 coups                                              | Guido Migliozzi                                                 |
| 2022                     | Oliver Wilson                                        | 263                                                  | −21                                                  | 1 coup                                               | Ewen Ferguson                                                   |
| 2023                     | Rasmus Højgaard                                      | 267                                                  | −13                                                  | Playoffs                                             | Nacho Elvira                                                    |
| Danish Golf Championship |                                                      |                                                      |                                                      |                                                      |                                                                 |
| 2024                     | Frédéric Lacroix                                     | 270                                                  | −14                                                  | 4 coups                                              | Lucas Bjerregaard Romain Langasque                              |

## Vainqueurs multiples
| Titres | Golfeur          | Années     |
| ------ | ---------------- | ---------- |
| 2      | Bernd Wiesberger | 2019, 2021 |